# John Wilson (arcivescovo)
John Wilson (Sheffield, 4 luglio 1968) è un arcivescovo cattolico inglese, dal 10 giugno 2019 arcivescovo metropolita di Southwark.

## Biografia

### Formazione e ministero sacerdotale
Dopo essersi convertito alla religione cattolica il 23 febbraio 1985, ha studiato presso l'università di Leeds, conseguendo il baccalaureato in studi religiosi nel 1989 e in teologia nel 1993 presso la Pontificia Università Gregoriana a Roma; è stato ordinato sacerdote il 29 luglio 1995 dal vescovo David Every Konstant e nello stesso anno ha conseguito la licenza in teologia morale presso l'Accademia alfonsiana di Roma. 
Ha ricoperto il ruolo di docente di teologia morale presso l'Ushaw College. 
Nel 2004, dopo aver conseguito il dottorato in etica all'università di Durham, fino al 2012 è stato vicario episcopale per l'evangelizzazione nella diocesi di Leeds. 
Il 19 maggio 2011 papa Benedetto XVI lo ha nominato cappellano di Sua Santità.
Dal 2012 al 2014 ha retto la diocesi di Leeds come amministratore apostolico durante la sede vacante.

### Ministero episcopale
Il 24 novembre 2015 papa Francesco lo ha nominato vescovo titolare di Lindisfarna e vescovo ausiliare di Westminster . 
Il 25 gennaio 2016 presso la cattedrale di Westminster ha ricevuto la consacrazione episcopale dalle mani del cardinale Vincent Gerard Nichols, co-consacranti il vescovo titolare di Ilta John Francis Sherrington e il vescovo titolare di Sanctus Germanus Nicholas Gilbert Erskine Hudson.
Il 10 giugno 2019 lo stesso papa lo ha nominato arcivescovo metropolita di Southwark. Si è insediato nella cattedrale di san Giorgio il 25 luglio successivo.
L'8 maggio 2021 è stato nominato cavaliere commendatore dell'Ordine equestre del Santo Sepolcro di Gerusalemme e gran priore luogotenente di Inghilterra e Galles.

## Genealogia episcopale e successione apostolica
La genealogia episcopale è:
- Cardinale Scipione Rebiba
- Cardinale Giulio Antonio Santori
- Cardinale Girolamo Bernerio, O.P.
- Arcivescovo Galeazzo Sanvitale
- Cardinale Ludovico Ludovisi
- Cardinale Luigi Caetani
- Cardinale Ulderico Carpegna
- Cardinale Paluzzo Paluzzi Altieri degli Albertoni
- Papa Benedetto XIII
- Papa Benedetto XIV
- Papa Clemente XIII
- Cardinale Marcantonio Colonna
- Cardinale Giacinto Sigismondo Gerdil, B.
- Cardinale Giulio Maria della Somaglia
- Cardinale Carlo Odescalchi, S.I.
- Cardinale Costantino Patrizi Naro
- Cardinale Serafino Vannutelli
- Cardinale Domenico Serafini, Cong. Subl. O.S.B.
- Cardinale Pietro Fumasoni Biondi
- Arcivescovo Filippo Bernardini
- Vescovo Franziskus von Streng
- Arcivescovo Bruno Bernard Heim
- Cardinale George Basil Hume, O.S.B.
- Cardinale Vincent Gerard Nichols
- Arcivescovo John Wilson

La successione apostolica è:
- Vescovo Philip Robert Moger (2023)